# منيرة حمدي
منيرة حمدي (10 أكتوبر 1962 - 15 سبتمبر 2019) مغنية تونسية وُلِدَت في باجة، بدأت حياتها المهنية في برنامج نادي المواهب. شاركت مُنِيرَة في الحفل الافتتاحي لدورة عام 2001م للمهرجان الدولي قرطاج، كما شاركت في أوبريت «رقص الكمان» في عام 2005م.
توفيت يوم الأحد 15 سبتمبر 2019 بعد صراع مع المرض.

## مشوارها الفني
حصلت على جوائز عدة بما في ذلك الجائزة الأولى في آداء عام 1992م، والجائزة الثانية من مهرجان الموسيقى التونسية في عام 1995م، كما حصلت على الجائزة الأولى في مهرجان الأغنية العربية في عام 2004م و«أوسكار» فيديو الموسيقى المصرية في عام 2005م، وتم تكريمها في عام 2003م من قِبَل رئيس الجمهورية التونسية.
وقد قدمت أكثر من 50 أغنية، كما قدمت العديد من المشاركات في الأفلام التلفزيونية.

## وفاتها
توفيت منيرة حمدي يوم 15 سبتمبر 2019 عن عمر ناهز 57 سنة بعد صراع مع المرض، وشُيع جثمانها وسط حضور مجموعة من الفنانين. ودفنت بمقبرة باجة (مسقط رأسها).

## أعمالها

### مسلسلات
- ضفائر، 2001
- جرذان الصحراء، 2014

### برامج تلفزيونية
- مع منيرة، قناة تونسنا

## روابط خارجية
- منيرة حمدي على موقع IMDb (الإنجليزية)
- منيرة حمدي على موقع قاعدة بيانات الأفلام العربية